# Лисья бухта – Эчки-Даг
«Лисья бухта — Эчки-Даг» (укр. «Лисяча бухта – Ечкі-Даг») — ландшафтно-рекреационный парк, расположенный на Южном берегу Крыма на территории городских округов Судак и Феодосия (Крым). Площадь — 1561 га. Землепользователи — Министерство экологии и природных ресурсов Республики Крым, Государственное автономное учреждение Республики Крым «Управление особо охраняемыми природными территориями Республики Крым»; ранее Щебетовский поселковый совет, Солнечнодолинский сельский совет, государственное предприятие «Судакское лесоохотничье хозяйство».

## История
Региональный ландшафтный парк был создан согласно Постановлению Верховной Рады Автономной Республики Крыма от 17.09.2008 № 970-5/08, путём реорганизации одноимённого ландшафтного заказника местного значения основанного Решением Верховной Рады Крыма № 659-5/07 от 21.11.2007. До предоставления территории природоохранного статуса здесь планировалось строительство рекреационного комплекса (мест отдыха: санаторий и аквапарк) на 5000 мест.
Является ландшафтно-рекреационным парком регионального значения, согласно Распоряжению Совета министров Республики Крым от 5 февраля 2015 года № 69-р Об утверждении Перечня особо охраняемых природных территорий регионального значения Республики Крым.
Приказом министерства экологии и природных ресурсов Республики Крым от 25.04.2016 № 718 «Об утверждении Положений о ландшафтно-рекреационных парках регионального значения Республики Крым», было определено зонирование парка.

## Описание

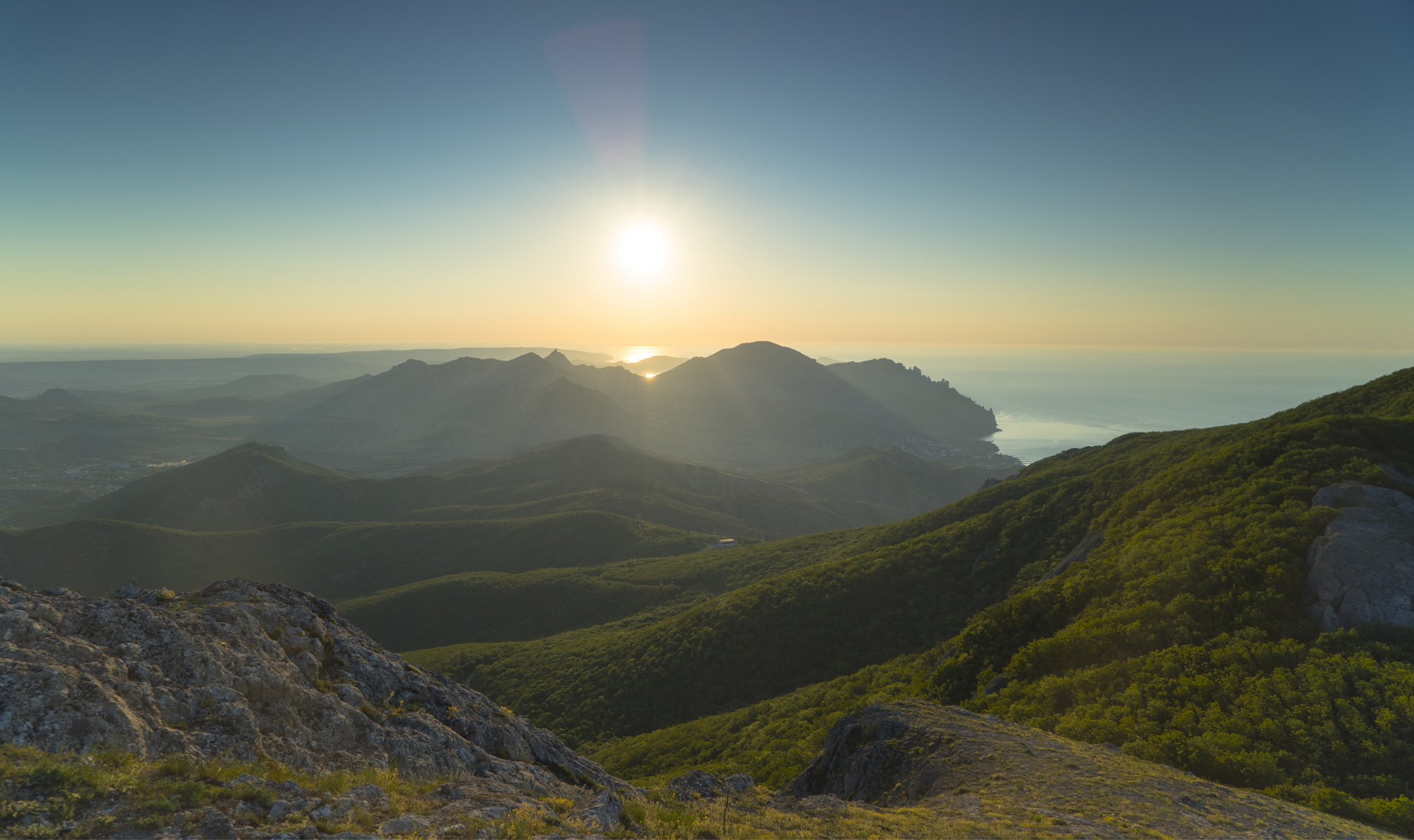
Вид с вершины горного хребта Эчки-Даг

Парк расположен на Южном берегу Крыма и акватории Чёрного моря соответственно прибрежный горный массив Крымских гор Эчки-Даг (670 м) и Лисья бухта между пгт Курортное и сёлами Солнечная Долина и Прибрежное. Включает всю систему долин и оврагов, открывающихся с Эчки-Дага к бухте
Лисьей.
На Эчки-Даг есть два источника («Верхний источник» и «Нижний источник») и пещера («Ухо Земли»). Побережье Лисьей бухты является местом отдыха и служит для так называемого палаточного туризма.
Территория парка включает такие участки:
- земли Судакского лесхоза (городской округ Судак) — 925 га
- земли Щебетовского поселкового совета (городской округ Феодосия) — 326 га
- акватория Чёрного моря (шириной 1500 м) — 310 га

С северо-восточной стороны граница Парка проходит по восточным склонам гор Ашламалык (243,1 м) и Чукур-Кая (337,4 м) в районе мыса Крабий (Кокушин) через вершины холмов с отметками 129,5, 123,1, 159,3, 194,9 м, горы Чукур-Кая (333,9 м). Северная граница следует через вершины холмов с отметками 244,8, 282,1 и 311,6 м к нижней насосной станции водовода (подаёт пресную воду в город Судак), и далее вдоль автодороги к верхней насосной подстанции, расположенной у автодороги Р29 Дачное—Насыпное. С юго-западной стороны граница парка проходит от верхней насосной подстанции к склону Эчки-Даг (637,7 м), через вершины Кара-Оба (669,7 м), Делямет-Кая (610,7 м) к вершине холма высотой 213,9 м и далее по тальвегу Деляметской балки к берегу Чёрного моря. Юго-восточная (морская) граница проходит в 300 м от берега вдоль побережья Лисьей бухты Чёрного моря и следует от устья Деляметской балки до оврага Ветвистый. В состав Парка не входят низовья балки Чалкинская и овраг Ветвистый (относятся к территории пгт Курортное).
Парк имеет функциональное зонирование: заповедная (350 га), регулируемой рекреации (885 га — 575 га суша и 310 га акватория), хозяйственная (16 га) зоны, зоны стационарной рекреации — нет. Заповедная зона представлена 5 горными участками, в частности горы Кара-Оба, Чукур-Кая, Ашламалак.
Ближайший населённый пункт — пгт Курортное и село Прибрежное, города: ̥Судак и Феодосия.

## Природа
У побережья Лисьей бухты растут невысокие деревья и кустарники, в предгорьях — виды родов эфедра (Éphedra) и каперсы (Capparis). на склонах горного массива Эчки-Даг встречаются дубовые рощи. В парке произрастает 913 вид растений — 34̥ флоры Крыма, в том числе 437 видов — средиземноморские. На территории парка встречается 67 эндемиков Крыма, а 150 являются редкими для флоры Крыма. 52 растения парка занесены в Красную книгу Украины.
Было зарегистрировано 1530 видов бабочек. 42 вида беспозвоночных занесены в Красную книгу Украины.